# Síndrome de Fanconi
A síndrome de Fanconi é uma síndrome caracterizada por ser uma tubulopatia renal proximal complexa rara na qual se observa distúrbio na reabsorção de glicose, aminoácidos, fosfato, bicarbonato e potássio, além de proteinúria tubular, deficiente concentração urinária e distúrbios no processo de acidificação.
A síndrome de Fanconi pode ser hereditária ou ela pode ser causada pelo uso de metais pesados ou de outros agentes químicos, pela deficiência de vitamina D, pelo transplante de rim, pelo mieloma múltiplo ou pela amiloidose. O uso de tetraciclina (um antibiótico) vencida também pode causar síndrome de Fanconi. Além disso, a Nefrite Intersticial Linfocitária que ocorre na Síndrome de Sjögren pode cursar com Fanconi. A síndrome de Fanconi pode, ainda, ser relacionada ao uso de tenofovir, medicação utilizada no tratamento da infecção pelo vírus HIV.
Na síndrome de Fanconi hereditária, os sintomas normalmente iniciam durante a infância. A criança pode excretar grande quantidade de urina. Outros sintomas incluem a fraqueza e as dores ósseas.
Os sintomas e um exame de sangue revelando uma acidez elevada do sangue podem levar o médico a suspeitar da síndrome de Fanconi. O diagnóstico é confirmado quando os exames de urina revelam concentrações elevadas de glicose, fosfato, bicarbonato, ácido úrico, potássio e sódio.
A síndrome de Fanconi não tem cura. A acidose (acidez elevada do sangue) pode ser neutralizada através da ingestão de bicarbonato de sódio. A concentração baixa de potássio no sangue pode exigir a suplementação oral de potássio. A doença óssea exige tratamento com suplementos de fosfato e de vitamina D. Quando uma criança com síndrome de Fanconi apresenta insuficiência renal, o transplante renal pode salvar a sua vida.